# جنگ خرد
جنگ خرد (انگلیسی: Petty warfare) یا جنگ کوچک، شکلی از جنگ نامنظم است، که در آن واحدهای عملیاتی کوچک، بخش پشتیبانی و تدارکات دشمن را مورد حمله قرار می‌دهند، تا اطمینان حاصل کنند که نیروی اصلی از شرایط مساعد پشتیبانی و لجستیک در نبرد سرنوشت‌ساز برخوردار نباشد. از تاکتیک جنگ‌های کوچک می‌توان هم در نبردهای زمینی و هم در جنگ‌های دریایی استفاده کرد. این اصطلاح برای اولین بار در قرن ۱۸ مورد استفاده قرار گرفت و متعاقباً توسط تاکتیک‌های روسی و شوروی توسعه پیدا کرد.